# Naturschutzgebiet Bärenhohlklippen
Das Naturschutzgebiet Bärenhohlklippen mit einer Größe von 5,7 ha liegt südöstlich von Rösenbeck im Stadtgebiet von Brilon. Das Gebiet wurde 2008 mit dem Landschaftsplan Hoppecketal durch den Hochsauerlandkreis als Naturschutzgebiet (NSG) ausgewiesen. Das NSG gehört seit 2023 zum Vogelschutzgebiet Diemel- und Hoppecketal mit angrenzenden Wäldern.

## Gebietsbeschreibung
Beim NSG handelt es sich um einen nordexponierten Hang zur Hoppecke in diesem Bereich. Im Hang befinden sich kleine Kalkfelsen und Blockschutthalden. Im NSG befindet sich der westliche Eingang zum Beringhäuser Tunnel der Oberen Ruhrtalbahn. Der Hang ist mit Laubbäumen bestanden.
Es wurden durch das Landesamt für Natur, Umwelt und Verbraucherschutz Nordrhein-Westfalen Pflanzenarten wie Berg-Flockenblume, Braunstieliger Streifenfarn, Dreinervige Nabelmiere, Efeu, Französische Erdkastanie, Frühlings-Platterbse, Gefleckter Aronstab, Gemeiner Tüpfelfarn, Gewöhnliche Goldnessel, Gewöhnlicher Dornfarn, Heidelbeere, Knoblauchsrauke, Leberblümchen, Maiglöckchen, Mauerlattich, Mauerraute, Nesselblättrige Glockenblume, Quirl-Weißwurz, Rundblättrige Glockenblume, Ruprechtskraut, Salbei-Gamander, Seidelbast, Spring-Schaumkraut,  Vielblütige Weißwurz, Viermänniges Schaumkraut, Wald-Bingelkraut, Wald-Habichtskraut, Waldmeister, Weiße Schwalbenwurz, Weißes Waldvögelein, Zweiblättrige Schattenblume  und Zwiebel-Zahnwurz nachgewiesen.

## Schutzzweck
Das NSG soll den Hang mit dessen Arteninventar schützen. Wie bei allen Naturschutzgebieten in Deutschland wurde in der Schutzausweisung darauf hingewiesen, dass das Gebiet „wegen der Seltenheit, besonderen Eigenart und Schönheit des Gebietes“ zum Naturschutzgebiet wurde.
Der Landschaftsplan führt zum speziellen Schutzzweck auf: „Schutz der landschaftlich besonderen Eigenart und hervorragenden Schönheit dieses Gebietes; Erhaltung von Pflanzengesellschaften, die in allen Schichten weitgehend der potenziell natürlichen Vegetation entsprechen, sowie von überregional bedeutsamen, geologischen Aufschlüssen, die erdgeschichtlich und wissenschaftlich schutzbedürftig sind.“